# Hrabstwo Iredell
Hrabstwo Iredell (ang. Iredell County) – hrabstwo w stanie Karolina Północna w Stanach Zjednoczonych.

## Geografia
Według spisu z 2000 roku obszar całkowity hrabstwa obejmuje powierzchnię 597 mil2 (1546,22 km²), z czego 576 mil2 (1491,83 km²) stanowią lądy, a 21 mil2 (54,39 km²) stanowią wody. Według szacunków United States Census Bureau w roku 2012 miało 162 708 mieszkańców. Jego siedzibą administracyjną jest Statesville.

### Miasta
- Harmony
- Love Valley
- Mooresville
- Statesville
- Troutman